# Spanțov
Spanțov è un comune della Romania di 4 610 abitanti, ubicato del distretto di Călărași, nella regione storica della Muntenia.
Il comune è formato dall'unione di 3 villaggi: Cetatea Veche, Spanțov, Stancea.